# 南角龍屬
南角龍屬（属名：Notoceratops）是種發現於巴塔哥尼亞地區的恐龍，生存年代約7700萬年前，相當於白堊紀晚期的坎潘階。目前只有發現一個沒有牙齒的齒骨，但已遺失。

## 發現與命名
南角龍的齒骨化石發現於阿根廷丘布特省。在1918年，Augusto Tapia將這個齒骨建立為新屬，模式種是Notoceratops Bonarellii。屬名在古希臘文意為「南方的有角面孔」；種名則是以出資協助研究的Guido Bonarellii為名。在某些文獻中，種名被誤值為Bonarelli。在1929年，弗雷德里克·馮·休尼博士（Friedrich von Huene）再次進行研究。

## 種系發生學
南角龍被命名時，被歸類於角龍下目，但後來遭到反對，因為南半球並沒有發現其他的角龍類。南角龍目前被認為是疑名，並可能是種鴨嘴龍類。
在2003年，在澳洲發現了一種生存於早白堊紀的角龍類巧合角龍（Serendipaceratops），顯示這個演化支可能曾存在於南半球過。